# Фонд Західної Канади
Canada West Foundation (Фонд Західної Канади) — непартійний аналітичний центр, який працює в Калгарі, штат Альберта. Він, перш за все, проводить дослідження з питань, що викликають занепокоєння в Британській Колумбії, Альберті, Саскачевані та Манітобі, але ці дослідження також стосуються питань національного значення.
Фонд підкреслює, що в нього непартійний, базований на доказах підхід до досліджень.
Фонд фокусується на дослідженнях та скликаннях зацікавлених сторін для підвищення добробуту, стабільності та якості життя громадян чотирьох західних провінцій Канади.

## Три дослідницькі центри

### Природні Ресурси, Торгівля та Інвестиції, Людський Капітал
Після глибокого огляду програми в 2012-13 рр., Фонд вирішив зосередитися на трьох ключових напрямах досліджень: людський капітал, природні ресурси, торгівля та інвестиції. У 2013 році Фонд створив три нових дослідницькі центри: Центр Природних Ресурсів, Центр Торгівлі та Інвестицій та Центр Людського Капіталу.
Через ці три центри, Фонд шукає практичні рішення для викликів, що стоять перед Західною Канадою, включаючи поставлення продуктів на ринки всього світу; створення більш сильної, більш універсальної робочої сили; пошук способів формування державної підтримки ключових галузей природних ресурсів регіону: лісного господарства, сільського господарства, гірничодобувної промисловості, добування нафти та природного газу.

## Історія
Фонд Західної Канади був заснований 31 грудня 1970 року. Засновниками стали Джордж Максвелл Белл (1912—1972), Артур Дид (1910—1996), Фрідріх К. Маннікс (1913-) та Почесний Джеймс А. Річардсон .
Ідея західно-орієнтованого мислення центру виникла в одній з провінцій Прерії. 10-13 травня 1970 року за фінансової підтримки Університету Летбридж та Летбридж Вестника, штат Альберта, відбулася Конференція Канади. Було представлено три статті, в тому числі статтю політолога Університету Лембріджа Девіда Елтона . Елтон замінив Стена Робертса на посаді президента Фонду у 1980 році, залишався на цьому місці до 1997 року, де займався дослідженнями таких питань, як інституційна реформа та залучення громадян. Перебуваючи на цій посаді, він виступав свідком у федеральних парламентських комітетах з питань фінансів, які виступають за відсутність дефіциту та скорочення меж доходу для фінансування соціального забезпечення.
Стен Робертс був президентом Фонду Західної Канади з 1976 по 1980 рік.  У цій якості він зайняв провідну роль у питанні позиції Заходу в конституційних дебатах Канади.
У 1987 році Френсіс Віншер, фінансував Західну Асамблею з економічного та політичного майбутнього Канади (Patten 1997: 40), організовану Престоном Меннінгом, Стеном Робертсом та Робертом Муїрхедом та пропаговану Тедом Біфільдом, у Ванкувері в 1987 році. Організаційну підтримку надав Фонд Західної Канади. На цій асамблеї було започатковано Партію Реформ Канади. Вінспир, який був переконаний, що «основні політичні партії більше не служать інтересам канадців», відіграв вирішальну роль у «заснуванні та підтримці Партії Реформ Канади» В рамках Фонду Західної Канади, були ті що вважали, що сам Роберт був частково співчутливим до сепаратизму; він ніколи не був пов'язаний з рухом, але був змушений піти у відставку як президент ФЗК у грудні 1980 року після деяких суперечливих заяв на цю тему. За словами журналіста, Норма Овендена, під час президентства Робертса, до 1980 року Фонд Західної Канади перетворився на «престижну організацію всього за десятиліття».
Джеймс К. Грей О. К., AOE , співзасновник канадської пошукової системи «Хантер», «один з найбільших та найуспішніших газових компаній Канади». виконував обов'язки голови Фонду Західної Канади з 1994 по 2009 рік.
Роджер Гіббінс, голова і керівник відділу політології Калгарінського університету, був президентом та головним виконавчим директором Фонду Західної Канади з 1999 року до його виходу на пенсію у червні 2012 року. Гіббінс також був членом Школи Калгарі.
Ділан Джонс був президентом та генеральним директором Фонду з червня 2012 року по травень 2016 року. Джонс був колишнім заступником прем'єр-міністра Саскачевану Бреда Уоллома  Джонс був призначений заступником міністра західної економічної диверсифікації, який діє з 20 червня 2016 року.
У вересні 2016 року Марта Холл Фіндлі був призначений президентом та генеральним директором фонду.

## Фінансування
Фонд є зареєстрованим освітнім благодійним фондом, який фінансується за рахунок благодійних фондів, урядів, зацікавлених сторін галузі та окремих громадян. Він також проводить дослідження від імені клієнтів. Фонд має резервний фонд, з якого він отримує річний дохід.

## Реформа Сенату
Наприкінці 1978 року президент ФЗК Стен Робертс висловив зацікавленість у запропонованих Френсісом Вінспером конституційних реформах, які включали реформу Сенату та рівне ставлення до всіх провінцій. Протягом цього періоду, Робертс кілька разів застерігав про можливість західного сепаратизму. Чотири західні провінції були значною мірою недостатньо представлені в сенаті. У 2012 році Манітоба, Саскачеван, Альберт та Британська Колумбія мали лише шість місць у кожній 105-місній палаті Сенату. Нова Шотландія, острів Принца Едуарда, Нью-Брансвік та Ньюфаундленд, незважаючи на значно меншу кількість населення, ніж Захід, об'єднали 30 місць. На Онтаріо та Квебекі було 24 місця. ФЗК пропагує сенат, який буде рівно-обраний та ефективний.

## Проект «Західні міста»
У 2000 році ФЗК опублікував доповідь під назвою «Дах над нашими головами: доступне житло та зростання міст у Західній Канаді». У 2008 році дослідження було оновлено в публікації «Доступне житло та політика безпритульності в Канаді», що фінансується Фондом нерухомості Альберти, Інститутом міського розвитку Альберти та містами Ванкувер, Калгарі, Едмонтоном, Саскатунським та Реджайном .

## Робоча група з енергетичних ф'ючерсів в Канаді та Азії
У вересні 2011 року Фундація «Азійсько-Тихоокеанський фонд Канади» та Фонд Західної Канади заснували робочу групу з енергетичних ф'ючерсів «Канада-Азія» з Кетліном (Кеті) Е. Сендаллом, КМ, FCAE, колишнім губернатором, Головою Канадської асоціації виробників нафти (КАПП), Кевіном Г. Лінчем, канадським економістом і колишнім клерком таємної ради, секретарем кабінету міністрів Канади, старшим державним службовцем Канади, як співголів, для вивчення довгострокових Канадсько-Азійських енергетичних відносини. Однією з їхніх рекомендацій було створення громадського транспортного коридору.

## Використана література
1. ↑  Brangwin, Christopher James (degree: Master of Arts Geography) (1973). Causes of agitation for one Prairie province (Дипломна робота). University of British Columbia.
2. ↑  B. L. Strayer (December 1970). One Prairie Province? The Constitutional Processes for Prairie Union. Canadian Public Administration. 13 (4): 337—343. doi:10.1111/j.1754-7121.1970.tb00031.x.
3. ↑  Alberta Mood Hard To Assess As Campaign In Home Stretch. Leader-Post. 27 жовтня 1982. Процитовано 29 листопада 2010.
4. ↑  Stan Roberts: Mr. West Moves To The East. Montreal Gazette. 6 грудня 1980. Процитовано 29 листопада 2010.
5. ↑  Donald Gutstein (1 лютого 2012). Canada West Foundation rewrites history: Think-tank tracker. Rabble.
6. ↑  Faron Ellis (degree: PhD in Political Science) (September 1997). A Genealogy of Dissent: Activism and Participation in Canada's Refonn Party (Дипломна робота). Calgary, Alberta: University of Calgary.
7. ↑  Steve Patten (degree: PhD Political Science) (September 1997). The Rise of Reform: A Political Economy of Neo-liberal Populism in the 1990s (PDF) (Дипломна робота). North York, Ontario: York University. Процитовано June 2013.
8. ↑  Champion, Chris (10 лютого 1997). Blessed man with a profound sense of duty: philanthropist, patron of the arts, and Reform Party founder Francis Winspear dies at 93. Alberta Report. Архів оригіналу за 23 березня 2014. Процитовано 10 червня 2018. [Архівовано 2014-03-23 у Wayback Machine.]
9. ↑  James K. Gray O.C., A.O.E., C.B.H.F. - Class of 2005. Архів оригіналу за 15 січня 2013. Процитовано 3 березня 2012. {{cite web}}: Cite має пустий невідомий параметр: |df= (довідка) [Архівовано 2013-01-15 у Archive.is]
10. ↑  James Kenneth Gray's Alberta Order of Excellence biography. Процитовано 3 березня 2012.
11. ↑  James Kenneth Gray's Alberta Order of Excellence Scroll. Процитовано 3 березня 2012.
12. ↑  CWF board of directors. Canada West Foundation. Процитовано 3 березня 2012.
13. ↑  Colby Cosh (14 травня 2012). Roger Gibbins against Senate reform? The hell you say!. Архів оригіналу за 22 лютого 2013. Процитовано 27 червня 2013. [Архівовано 2013-02-22 у Wayback Machine.]
14. ↑  Window on the West: Western Canadian policy matters: End of an Era (PDF) (Звіт). Canada West Foundation. May 2012. Архів оригіналу (PDF) за 14 травня 2013. Процитовано 10 червня 2018.
15. ↑  MacDonald, Marci (October 2004). The Man Behind Stephen Harper. The Walrus.
16. ↑  Flanagan, Tom. Advice to Progressives from the Calgary School. Literary Review of Canadadate=December 2010.
17. ↑  http://www.publications.gov.sk.ca/details.cfm?p=48351
18. ↑  Duggan, Kyle (8 вересня 2016). Martha Hall Findlay to head up Canada West Foundation. iPolitics. Архів оригіналу за 8 вересня 2016. Процитовано 8 вересня 2016. {{cite news}}: Cite має пустий невідомий параметр: |df= (довідка)
19. ↑  Roger Gibbins; Robert Roach (March 2010). A New Senate for a More Democratic Canada (Звіт). The West in Canada Project.
20. ↑  Dr. Campbell Sharman (1989). The Australian Triple-E Senate: Lessons for Canadian Senate Reform (Звіт). Canada West Foundation.page 9
21. ↑  Donald Lenihan (11 листопада 2008). How I Learned to Live With the Unelected Senate. Public Policy Forum of Ottawa. {{cite web}}: Пропущений або порожній |url= (довідка)
22. ↑  David Snow (September 2008). Affordable Housing and Homelessness Policy in Canada (PDF) (Звіт). Архів оригіналу (PDF) за 14 липня 2011. Процитовано 10 червня 2018.
23. ↑  Securing Canada's energy future: report of the Canada-Asia energy futures task force (PDF) (Звіт). Asia Pacific Foundation of Canada. June 2013.
24. ↑  Jameson Berkow (6 червня 2012). National interest must come first in Canada-Asia energy relationship: report. Financial Post.